# Ungu
Ungu es una banda de rock de Indonesia formada en 1996, el grupo fue fundado por el cantante y guitarrista Pasha, en otra guitarrista, Enda & Onci, en el bajo Makk y keyboardist Gatz y en la batería por Rowman. Entre sus canciones más conocidas fueron Demi Waktu", "Tercipta Untukku", "Andai Ku Tahu" y "Kekasih Gelapku". Además han realizado una gira internacional sobre todo en Malasia. Ellos tocaron el tema de la serie Bima Satria Garuda que se transmite los domingos por RCTI.
componentes :
- Makki Omar Parikesit - bass (1996 - sekarang)
- M. Nur Rohman - drum (1996 - 1997, 2001 - sekarang)
- Sigit Purnomo Syamsuddin Said - vokal (1999 - 2016, 2021 - sekarang)
- Franco Medjaya - gitar (2001 - sekarang)
- Arlonsy Miraldi - gitar (2003 - sekarang)

Antiguos miembros :
- Franky Hediakto (gitar)
- Ariyo Wahab (vocal)
- Michael Pattiradjawane (vocal)
- Pasha Akbar. F (drum)
- Richard Jerome (bass)
- Gatot Kies (keyboard)

## Discografía
LAGUKU - Bar Productions/Hemaswara (Musica Group), 2002
Songtrack:

1. Bayang Semu

2. Jika Itu Yang Terbaik

3. Bebas

4. Embun Hati

5. Terang

6. Sepi Gelisah

7. Jangan Siakan

8. Maafkanlah

9. Sirna

10. Tiada Kata

11. Kisah

12. Laguku
TEMPAT TERINDAH - Bar Productions/Hemaswara (Musica Group), 2003
Songtrack:

1. Antara Kita

2. Karena Dia Kamu

3. Hanya Cinta

4. Rasa Sayang

5. Suara Hati

6. Dia dan Dirimu

7. Semoga

8. Coba 'Tuk Temukan

9. Mengertilah

10. Dunia Menangis

11. Cinta: Cintaku

12. Tempat Terindah

13. Suara Hati (Acoustic version - only on CD format)
MELAYANG - Trinity Optima Production/Suria Records, 2005
Songtrack:
1. Melayang

2. Seperti Yang Dulu

3. Demi Waktu

4. Berikan Aku Cinta

5. Berjanjilah

6. Dari Satu Hati

7. Aku Bukan Pilihan Hatimu Ungu (Tak Terulang)

10. Tercipta Untukku

11. Ciuman Pertama

12. Sejauh Mungkin
UNTUKMU SELAMANYA - Trinity Optima Production/Suria Records, 2007
Songtrack:

1. Aku Datang Untuk Mencintaimu

2. Untukmu Selamanya

3. Kekasih Gelapku

4. Bukan Aku

5. Ijinkan Aku

6. Cerita Bersamamu

7. Apalah Arti Cinta

8. Saat Indah Bersamamu

9. Waktu Yang Dinanti

10. Lagu Cinta

11. Penyanyi Jalanan

12. Cinta Dalam Hati
PENGUASA HATI - Trinity Optima Production/Suria Records, 2009
Songtrack:
1. Akulah Cintamu
2. Dilema Cinta
3. Hampa Hatiku
4. Ku Ingin S'lamanya
5. Beri Aku Waktu
6. Kau Tahu
7. Indonesiaku
8. Yang Pertama
9. Luka Disini
10. Terang Dalam Gelapku
11. Badai Kini Berlalu
12. Penguasa Hatiku

## Álbumes recopilados
- Surgamu (2006)
- Para Pencarimu (2007)
- Aku & Tuhanku (2008)